# District de Jianghan
Le district de Jianghan (江汉区 ; pinyin : Jiānghàn Qū) est une subdivision administrative de la province du Hubei en Chine. Il est placé sous la juridiction de la ville sous-provinciale de Wuhan.